# هيو موراي (محامي)
هيو موراي (بالإنجليزية: Hugh Murray) هو قاضي ومحامي أمريكي، ولد في 22 أبريل 1825 في سانت لويس في الولايات المتحدة، وتوفي في 18 سبتمبر 1857 في ساكرامنتو في الولايات المتحدة بسبب سل.